# پل مسکال
پل کالم مایکل مسکال (انگلیسی: Paul Colm Michael Mescal؛ زادهٔ ۲ فوریه ۱۹۹۶) بازیگر ایرلندی است. او که در منوث به دنیا آمد، بازیگری را در آکادمی لیر مطالعه کرد و سپس نمایش‌هایی را در تئاترهای دوبلین به روی صحنه برد. مسکال با ایفای نقش در مینی‌سریال مردم عادی (۲۰۲۰) به شهرت رسید که برای آن یک جایزهٔ تلویزیونی بفتا و نیز یک نامزدی امی ساعات پربیننده کسب کرد.
مسکال فعالیت سینمایی خود را با در درام‌های روان‌شناختی دختر گمشده (۲۰۲۱) و مخلوقات خدا (۲۰۲۲) آغاز کرد. اجرای او در نقش پدری نابسامان در افترسان (۲۰۲۲) و همسایه‌ای مرموز در همه ما غریبه‌ها (۲۰۲۳) برای او نامزدی‌های جوایز فیلم بفتا و همچنین نامزدی جایزهٔ اسکار بهترین بازیگر مرد برای افترسان را به همراه داشت. او در سال ۲۰۲۲ نقش استنلی کوالسکی را در بازآفرینی نمایش اتوبوسی به نام هوس اجرا کرد و برنده جایزه لارنس الیویه شد. مسکال نقش اصلی فیلم اکشن تاریخی گلادیاتور ۲ (۲۰۲۴) را بازی کرد.

## زندگی شخصی
پل کالم مایکل مسکال در ۲ فوریه ۱۹۹۶ در منوث زاده شد. مادرش عضو نیروی پلیس جمهوری ایرلند و پدرش آموزگار است که به صورت نیمه حرفه‌ای کار بازیگری هم کرده است. او که بزرگ‌ترین فرزند خانواده است، یک برادر و یک خواهر دارد.
مسکال در مدرسه ابتدایی منوث پست شرکت کرد. او بازیکن فوتبال گیلیک زیر ۲۱ سال برای کیلدر و عضو باشگاه منوث جی‌ای‌ای بود. برایان لیسی، فوتبالیست گیلیک، مهارت‌های مسکال به‌عنوان یک مدافع را ستود، در حالی که مربی جسمانی سیان اونیل گفته که او «فراتر از سال‌های خود بالغ است… بسیار پرورش‌یافته و بسیار قوی». مسکال پس از آسیب‌دیدگی فک، ورزش را کنار گذاشت.
او برای نخستین بار در ۱۶ سالگی به روی صحنه رفت، و در موزیکال شبح اپرا نقش شخصیت شبح را بازی کرد. او پس از آن تست بازیگری داد و در آکادمی لیر در کالج ترینیتی دوبلین پذیرفته شد. او در سال ۲۰۱۷ با مدرک کارشناسی بازیگری فارغ‌التحصیل شد. او پیش از فارغ‌التحصیلی، مدیر برنامه‌هایی را برای کار بازیگری خود به دست آورد.
مسکال به زبان انگلیسی و ایرلندی سخن می‌گوید. او در سال ۲۰۲۰ از وطنش ایرلند به لندن نقل مکان کرد. مسکال در سال ۲۰۲۲ گفت که ملکی را در ایرلند به قصد گذراندن وقت در آن‌جا زمانی که کار نمی‌کند، خریداری کرده است. به گفتهٔ مسکال، بیان «اطلاعاتی که مردم انتظار دارند» او را خشمگین می‌کند و هرگز نباید در مورد مسائل خصوصی نظر داده شود زیرا به عقیده‌اش ناپسندانه است. او با خوانندهٔ آمریکایی فیبی بریدجرز در رابطه بود. مسکال در موزیک ویدئوی او، تحت عنوان «Savior Complex»، حضور داشت.
مسکال پیانو می‌نوازد و ترانه‌هایی را به‌همراه خواهرش، خواننده نل مسکال، بازخوانی می‌کند. او در ژوئیه ۲۰۲۰ به‌همراه خواننده درموت کندی در موزه تاریخ طبیعی لندن به اجرای کلام شاعرانه و آواز پرداخت. او همان سال در برنامه‌ای به‌منظور خواندن نمایش این جوانان ما اثر کنت لونرگان که بخشی از برنامهٔ خیریه صندوق بازیگران آمریکا بود، شرکت کرد. او در سال ۲۰۲۳ یکی از اعضای آکادمی علوم و هنرهای سینما شد.

## فیلم‌شناسی

### فیلم
| Films that have not yet been released | نشان‌دهندهٔ فیلم‌های اکران‌نشده |

| سال   | عنوان                 | نقش           | توضیحات                 | منا. |
| ----- | --------------------- | ------------- | ----------------------- | ---- |
| ۲۰۲۰  | دریفتینگ              | کیان          | فیلم کوتاه              |      |
| ۲۰۲۱  | دختر گمشده            | ویل           |                         |      |
| ۲۰۲۲  | افترسان               | کالوم پترسون  |                         |      |
| ۲۰۲۲  | مخلوقات خدا           | برایان اوهارا |                         |      |
| ۲۰۲۲  | کارمن                 | آیدان         |                         |      |
| ۲۰۲۳  | همه ما غریبه‌ها        | هری           |                         |      |
| ۲۰۲۳  | دشمن                  | جونیور        |                         |      |
| ۲۰۲۴  | گلادیاتور ۲           | لوسیوس وروس   | نقش اول                 |      |
| آینده | تاریخچه صدا           | لیونل         | همچنین تهیه‌کننده اجرایی |      |
| آینده | همنت                  | ویلیام شکسپیر | پس‌تولید                 |      |
| آینده | با شادمانی چرخ می‌زنیم | فرنکلین شپرد  | فیلم‌برداری              |      |

### تلویزیون
| سال  | عنوان     | نقش          | توضیحات   | منا.   |
| ---- | --------- | ------------ | --------- | ------ |
| ۲۰۲۰ | مردم عادی | کانل والدرون | مینی‌سریال | [ ۲۴ ] |
| ۲۰۲۰ | فریب‌خورده | شان مک‌کیو    | مینی‌سریال | [ ۲۵ ] |

### موزیک ویدئو
| سال  | عنوان           | هنرمند(ها)    | منا.   |
| ---- | --------------- | ------------- | ------ |
| ۲۰۲۰ | «اسکارلت»       | رولینگ استونز | [ ۲۶ ] |
| ۲۰۲۰ | «سیویر کامپلکس» | فیبی بریدجرز  | [ ۱۹ ] |